# La Mancha (vino)
La Mancha es una denominación de origen de vinos procedentes de una gran zona vinícola que ocupa gran parte de las provincias de Toledo, Albacete, Cuenca y Ciudad Real, en la comunidad autónoma española de Castilla-La Mancha.
Regada por los ríos Guadiana, Tajo y Júcar constituye el viñedo más grande del mundo con unas 400.000, 500.000 o 600.000 hectáreas de viña, de las que alrededor de 170.000 están acogidas a la D.O. La Mancha, lo que también la convierte en la denominación de origen con más viñedo inscrito de toda España, por lo que se la conoce como "La Bodega de Europa". En total incluye 182 municipios y más de 250 bodegas, muchas de ellas de unas dimensiones colosales.
Esta denominación obtuvo su registro ante la Unión Europea el 13 de junio de 1986. También cuenta con registro ante la Organización Mundial de la Propiedad Intelectual desde 22 de junio de 2021.

## Historia
El origen probado del vino de La Mancha data del siglo XII en plena Reconquista, aunque no falta quien afirma que se remonta a la época romana. Durante los siglos XVI y XVII los vinos de esta región abastecieron a la corte por su cercanía a Madrid y las menciones al vino manchego en el libro más universal escrito en lengua castellana, Don Quijote de La Mancha, son frecuentes.
En el siglo XIX la extensión del cultivo se incrementó notablemente para la producción del Marqués de Mudela, al que llamaron el "Colón de la Mancha", Francisco de las Rivas y Ubieta por haber tenido el mérito de: "adivinar bajo las caldeadas y estériles llanuras de la Mancha ríos de savia y oro! Hizo fecunda á la misma esterilidad.
Cubrió de verdes pámpanos el clásico arenal por donde pasearon D. Quijote y Sancho su locura y su buen sentido.
Pueblos donde la miseria dominaba son hoy, gracias al Marqués de Mudela, ricos y bienandantes."

## El entorno
Ubicada en plena submeseta sur, la orografía es poco accidentada y la altitud ronda los 700 metros sobre el nivel del mar. El suelo es calizo de color frecuentemente rojizo.
El clima es continental con una temperatura media de 14 grados, los veranos son muy cálidos, superándose incluso los 40 °C, y los inviernos largos y fríos, con temperaturas de hasta -15 °C. Las precipitaciones van de 300 a 400 mm.

## Características de los vinos
- Tintos: vinos de 11,5° a 13° de graduación. Los hay jóvenes, tradicionales, roble (60 días como mínimo de envejecimiento en barrica de roble), crianza (6 meses como mínimo de envejecimiento en barrica de roble), reserva (12 meses como mínimo de envejecimiento en barrica de roble) y gran reserva (18 meses como mínimo de envejecimiento en barrica de roble)
- Rosados: vinos de 10,5° a 13° de graduación.
- Blancos: vinos de 10,5° a 13° de graduación.
- Espumosos: secos, semisecos, dulces, extrasecos y extra-brut, de aroma afrutado.
- Naturalmente Dulces: grado alcohólico natural superior a 15 % vol. y el grado alcohólico volumétrico adquirido no inferior a 13 % vol.
- Vinos de aguja

## Variedades de uvas
- Blancas: Airén, Macabeo, Chardonnay, Sauvignon Blanc, Verdejo, Moscatel de grano menudo, Pedro Ximénez, Parellada, Torrontés, Gewürztraminer, Riesling y Viognier.

- Tintas: Tempranillo, Garnacha, Moravia, Cabernet Sauvignon, Syrah, Merlot, Petit Verdot, Graciano, Malbec, Cabernet Franc y Pinot Noir.

## Añadas

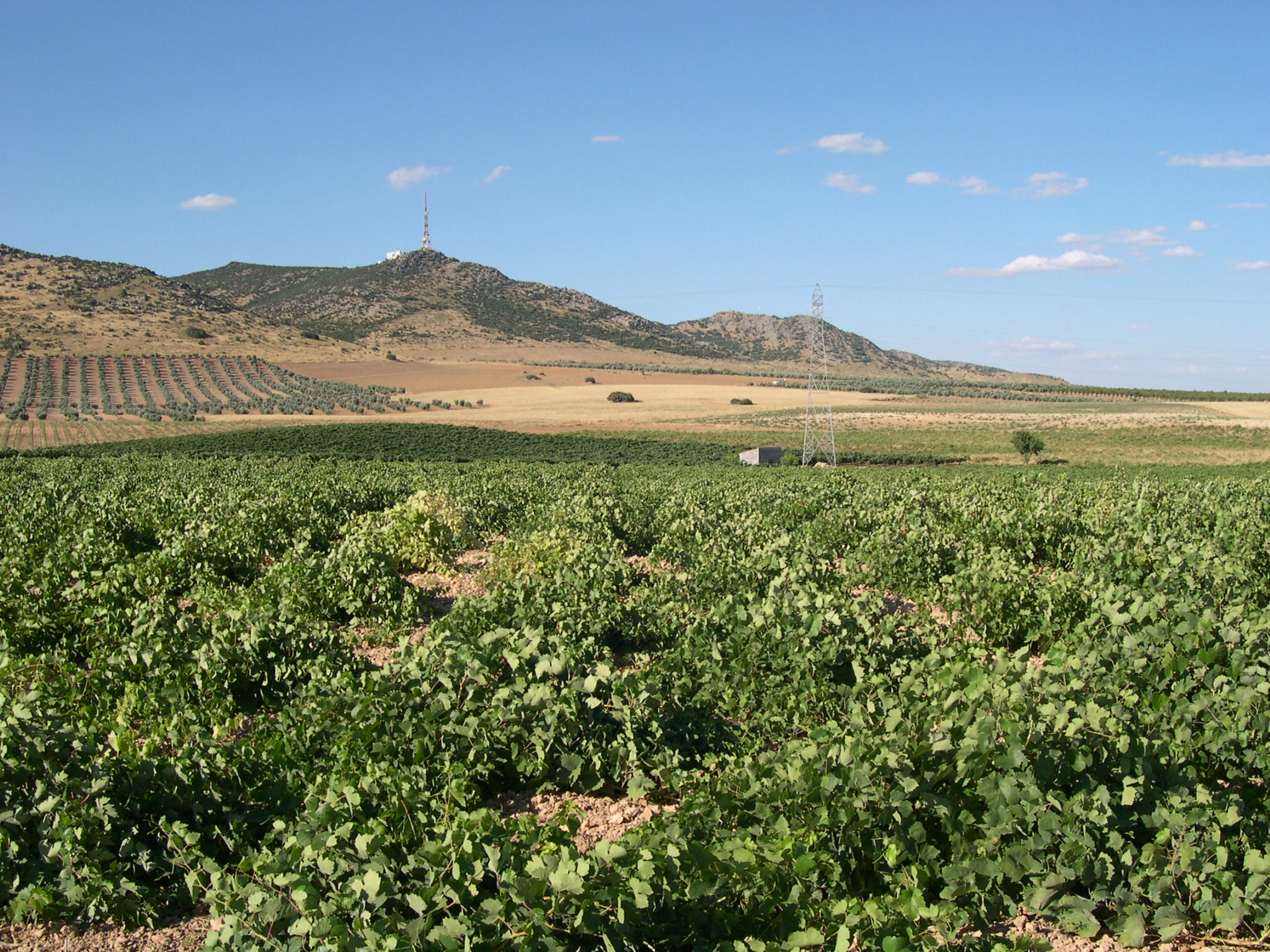
Viñedo en Ciudad Real.

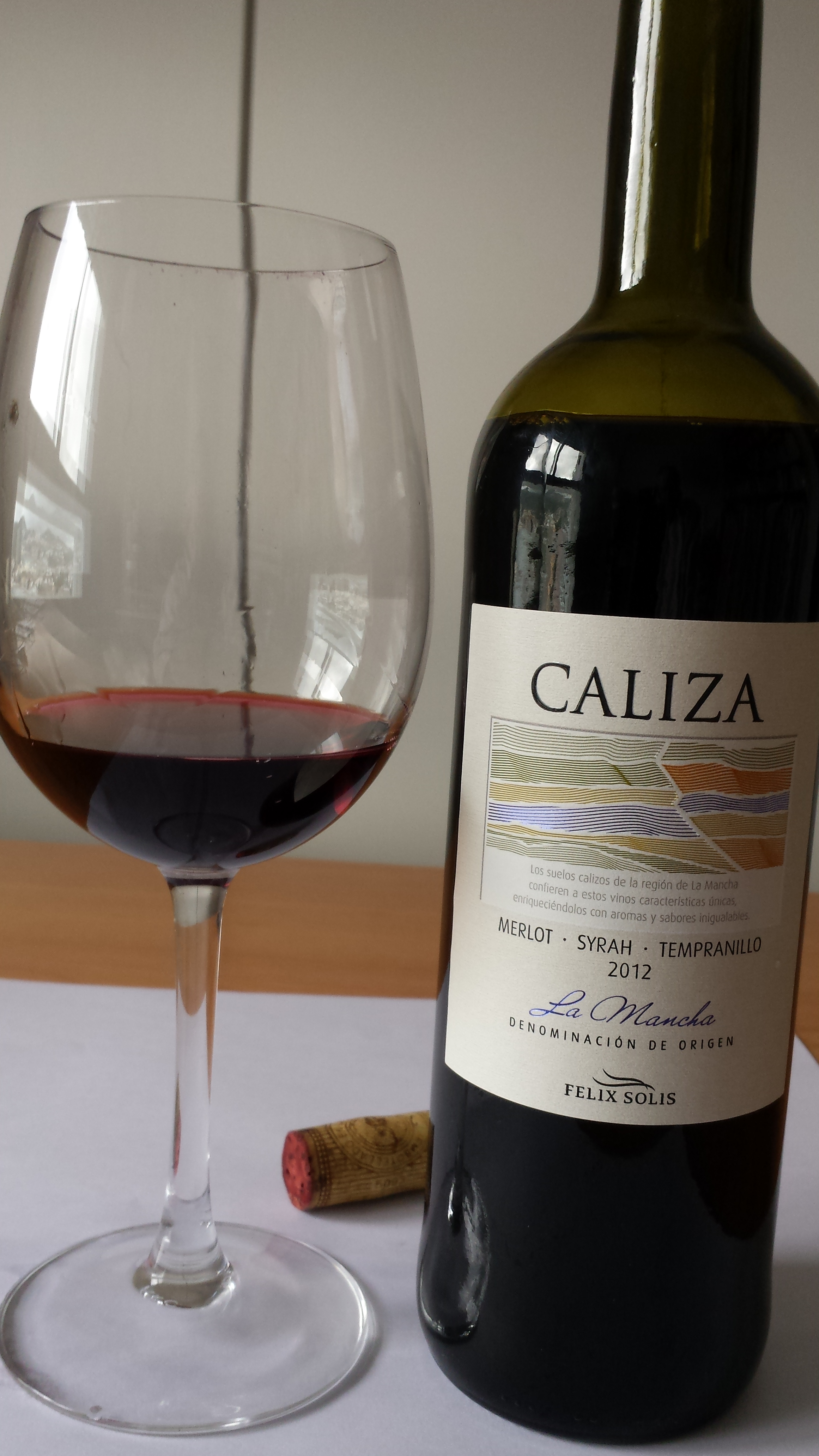
Vino de la DO La Mancha

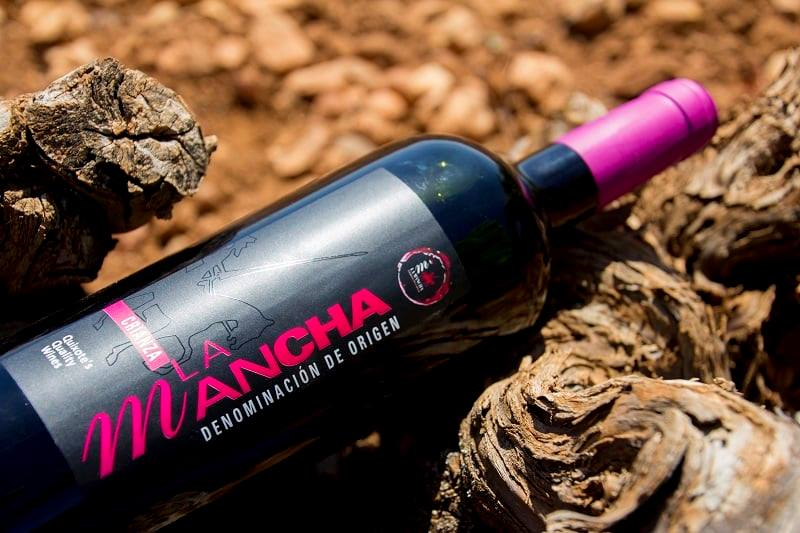
Vino crianza Denominación de Origen La Mancha

## Añadas[6]
- Vino crianza Denominación de Origen La ManchaVino blanco Denominación de Origen La Mancha1970 Muy buena

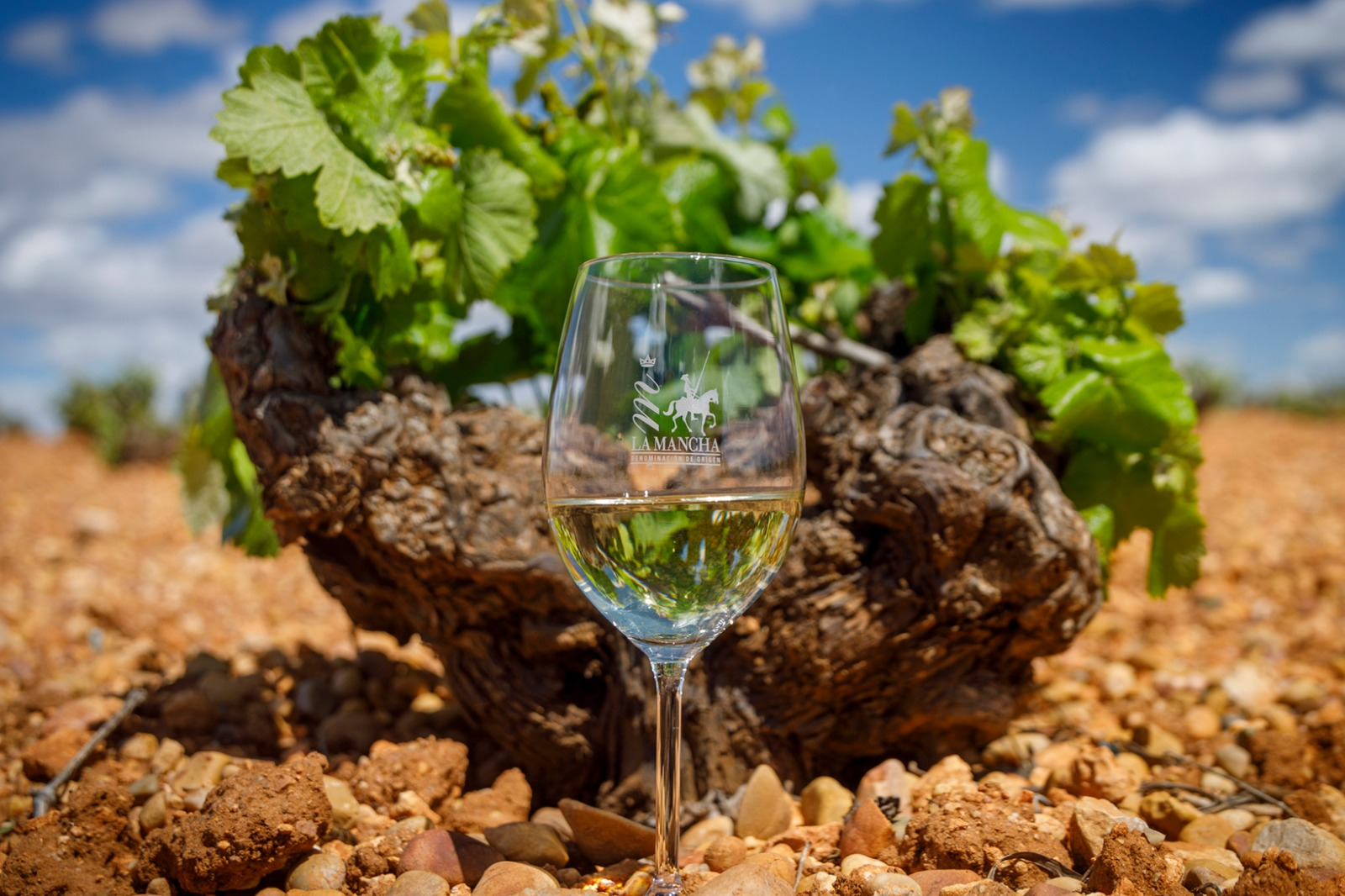
Vino blanco Denominación de Origen La Mancha

- 1971 Buena
- 1972 Deficiente
- 1973 Regular
- 1974 Buena
- 1975 Muy buena
- 1976 Deficiente
- 1977 Excelente
- 1978 Muy buena
- 1979 Buena
- 1980 Muy buena
- 1981 Buena
- 1982 Muy buena
- 1983 Buena
- 1984 Muy buena
- 1985 Buena
- 1986 Buena
- 1987 Buena
- 1988 Buena
- 1989 Muy buena
- 1990 Buena
- 1991 Buena
- 1992 Muy buena
- 1993 Excelente
- 1994 Muy buena
- 1995 Buena
- 1996 Muy buena
- 1997 Muy buena
- 1998 Excelente
- 1999 Muy buena
- 2000 Muy buena
- 2001 Muy buena
- 2002 Muy buena
- 2003 Muy buena
- 2004 Excelente
- 2005 Muy Buena
- 2006 Muy buena
- 2007 Excelente
- 2008 Muy buena
- 2009 Muy buena
- 2010 Muy buena
- 2011 Excelente
- 2012 Excelente
- 2013 Buena
- 2014 Excelente
- 2015 Muy buena
- 2016 Muy buena
- 2017 Excelente
- 2018 Muy buena
- 2019 Muy buena